# Archidendron
Archidendron is een geslacht uit de vlinderbloemenfamilie (Leguminosae). De soorten komen voor in Zuid-Azië, Zuidoost-Azië, Nieuw-Guinea, de Salomonseilanden en Australië.

## Soorten
- Archidendron alatum de Wit
- Archidendron alternifoliolatum (T.L.Wu) I.C.Nielsen
- Archidendron apoense (Elmer) I.C.Nielsen
- Archidendron arborescens (Kosterm.) I.C.Nielsen
- Archidendron aruense (Warb.) Dewit
- Archidendron balansae (Oliv.) I.C.Nielsen
- Archidendron baucheri (Gagnep.) I.C.Nielsen
- Archidendron beguinii de Wit
- Archidendron bellum  Harms
- Archidendron bigeminum  (L.) I.C.Nielsen
- Archidendron borneense  (Benth.) I.C.Nielsen
- Archidendron brachycarpum  Harms
- Archidendron brevicalyx  Harms
- Archidendron brevipes  (K.Schum.) Dewit
- Archidendron bubalinum  (Jack) I.C.Nielsen
- Archidendron calliandrum  de Wit
- Archidendron calycinum  Pulle
- Archidendron chevalieri  (Kosterm.) I.C.Nielsen
- Archidendron clypearia  (Jack) I.C.Nielsen
- Archidendron cockburnii  I.C.Nielsen
- Archidendron conspicuum (Craib) I.C.Nielsen
- Archidendron contortum  (C.Mart.) I.C.Nielsen
- Archidendron cordifolium (T.L.Wu) I.C.Nielsen
- Archidendron crateradenum  (Kosterm.) I.C.Nielsen
- Archidendron dalatense  (Kosterm.) I.C.Nielsen
- Archidendron eberhardtii I.C.Nielsen
- Archidendron ellipticum  (Blanco) I.C.Nielsen
- Archidendron fagifolium  (Miq.) I.C.Nielsen
- Archidendron falcatum  I.C.Nielsen
- Archidendron fallax  Harms
- Archidendron forbesii  Baker f.
- Archidendron glabrifolium  (T.L.Wu) I.C.Nielsen
- Archidendron glabrum (K.Schum.) Lauterb. & K.Schum.
- Archidendron glandulosum  Verdc.
- Archidendron globosum  (Blume) I.C.Nielsen
- Archidendron glomeriflorum  (Kurz) I.C.Nielsen
- Archidendron gogolense (Lauterb. & K.Schum.) Dewit
- Archidendron grandiflorum (Benth.) I.C.Nielsen
- Archidendron harmsii  Malme
- Archidendron havilandii  (Ridl.) I.C.Nielsen
- Archidendron hendersonii (F.Muell.) I.C.Nielsen
- Archidendron hirsutum  I.C.Nielsen
- Archidendron hispidum  (Mohlenbr.) Verdc.
- Archidendron hooglandii  Verdc.
- Archidendron jiringa  (Jack) I.C.Nielsen
- Archidendron kalkmanii  (Kosterm.) I.C.Nielsen
- Archidendron kerrii  (Gagnep.) I.C.Nielsen
- Archidendron kinubaluense  (Kosterm.) I.C.Nielsen
- Archidendron kubaryanum  (Warb.) Schumann & Lauterb.
- Archidendron kunstleri (Prain) I.C.Nielsen
- Archidendron laoticum  (Gagnep.) I.C.Nielsen
- Archidendron lovelliae  (Bailey) I.C.Nielsen
- Archidendron lucidum  (Benth.) I.C.Nielsen
- Archidendron lucyi  F.Muell.
- Archidendron megaphyllum  Merr. & L.M.Perry
- Archidendron merrillii  (J.F.Macbr.) I.C.Nielsen
- Archidendron microcarpum  (Benth.) I.C.Nielsen
- Archidendron minahassae  (Koord.) I.C.Nielsen
- Archidendron molle  (K.Schum.) Dewit
- Archidendron monopterum  (Kosterm.) I.C.Nielsen
- Archidendron mucronatum  Harms
- Archidendron muellerianum  (Maiden & R.T.Baker) Maiden & B
- Archidendron multifoliolatum  (H.Q. Wen) T.L. Wu
- Archidendron muricarpum  (Kosterm.) Verdc.
- Archidendron nervosum  de Wit
- Archidendron novo-guineense  (Merr. & L.M.Perry) I.C.Nielsen
- Archidendron oblongum (Hemsl.) de Wit
- Archidendron occultatum  (Gagnep.) I.C.Nielsen
- Archidendron oppositum (Miq.) I.C.Nielsen
- Archidendron pachycarpum  (Warb.) Dewit
- Archidendron pahangense  (Kosterm.) I.C.Nielsen
- Archidendron palauense  (Kaneh.) I.C.Nielsen
- Archidendron parviflorum Pulle
- Archidendron pauciflorum  (Benth.) I.C.Nielsen
- Archidendron pellitum  (Gagnep.) I.C.Nielsen
- Archidendron poilanei  (Kosterm.) I.C.Nielsen
- Archidendron ptenopum Verdc.
- Archidendron quocense  (Pierre) I.C.Nielsen
- Archidendron ramiflorum  (F.Muell.) Kosterm.
- Archidendron robinsonii  (Gagnep.) I.C.Nielsen
- Archidendron royenii  Kosterm.
- Archidendron rufescens  Verdc.
- Archidendron sabahense  I.C.Nielsen
- Archidendron scutiferum  (Blanco) I.C.Nielsen
- Archidendron sessile  (Scheff.) Dewit
- Archidendron syringifolium  (Kosterm.) I.C.Nielsen
- Archidendron tenuiracemosum  Kaneh. & Hatus.
- Archidendron tetraphyllum  (Gagnep.) I.C.Nielsen
- Archidendron tjendana  (Kosterm.) I.C.Nielsen
- Archidendron tonkinense  I.C.Nielsen
- Archidendron trichophyllum  (Kosterm.) I.C.Nielsen
- Archidendron trifoliolatum  de Wit
- Archidendron triplinervium  (Kosterm.) I.C.Nielsen
- Archidendron turgidum (Merr.) I.C.Nielsen
- Archidendron utile  (Chun & F.C.How) I.C.Nielsen
- Archidendron vaillantii (F.Muell.) F.Muell.
- Archidendron whitei  I.C.Nielsen
- Archidendron xichouense  (C. Chen & H. Sun) X.Y. Zhu
- Archidendron yunnanense  (Kosterm.) I.C.Nielsen

... · 
Abrus · 
Acacia · 
Acosmium · 
Adenanthera · 
Adenocarpus · 
Adenodolichos · 
Adenopodia · 
Adesmis · 
Aenictophyton · 
Aeschynomene · 
Afzelia · 
Aganope · 
Albizia · 
Alhagi · 
Alysicarpus · 
Amblygonocarpus · 
Amherstia · 
Andira · 
Angylocalyx · 
Aotus · 
Anthyllis · 
Arachis · 
Archidendropsis · 
Aspalathus · 
Astragalus (hokjespeul) · 
Austrosteenisia · 
Baphia · 
Bauhinia · 
Brachystegia · 
Bolusafra · 
Butea · 
Caesalpinia · 
Cajanus · 
Calicotome · 
Carmichaelia · 
Carrissoa · 
Cassia · 
Castanospermum · 
Ceratonia · 
Chamaecytisus · 
Cicer · 
Clianthus · 
Clitoria · 
Cordyla · 
Coronilla · 
Crotalaria · 
Cyamopsis · 
Cyclopia (honingbos) · 
Cytisus · 
Dalbergia · 
Daviesia · 
Delonix · 
Derris · 
Dialium · 
Dicraeopetalum · 
Dichrostachys · 
Dipteryx · 
Enterolobium · 
Eperua · 
Erythrina (koraalboom) · 
Erythrophleum · 
Faidherbia · 
Genista (heidebrem) · 
Glycine · 
Glycyrrhiza · 
Hardenbergia · 
Hovea · 
Indigofera · 
Inga · 
Lathyrus · 
Lens · 
Lonchocarpus · 
Lotus (rolklaver) · 
Lupinus (lupine) · 
Macrotyloma · 
Medicago (rupsklaver) · 
Melilotus (honingklaver) · 
Mimosa · 
Mora · 
Myroxylon · 
Newtonia · 
Onobrychis · 
Ononis (stalkruid) · 
Ormosia · 
Ougeinia · 
Pachyrhizus · 
Parkia · 
Parkinsonia · 
Parochetus · 
Pericopsis · 
Phaseolus · 
Physostigma · 
Pisum (erwt) · 
Prosopis · 
Psophocarpus · 
Psoralea · 
Pterocarpus · 
Pueraria · 
Racosperma · 
Robinia · 
Rothia · 
Securigera · 
Senegalia · 
Senna · 
Serianthes · 
Sesbania · 
Sophora · 
Spartium · 
Sphenostylis · 
Streblorrhiza · 
Strongylodon · 
Stylosanthes · 
Styphnolobium · 
Swainsona · 
Tamarindus · 
Tephrosia · 
Teramnus · 
Tetragonolobus · 
Tetrapleura · 
Trifolium (klaver) · 
Trigonella (hoornklaver) · 
Ulex · 
Uraria · 
Vachellia · 
Vicia (wikke) · 
Vigna · 
Viminaria · 
Virgilia · 
Wisteria (blauweregen) · 
Zornia · 
Zygocarpum · 
...